# Charles Millard (homme politique canadien)
Pour les articles homonymes, voir Charles Millard.
Charles Hibbert (Charlie) Millard  (25 août 1896-24 novembre 1978) est un activiste syndical et homme politique provincial canadien de l'Ontario.

## Biographie
Né à St. Thomas dans la région urbaine de London, Millard est le fils d'un réparateur de chemins de fer et s'initie au métier de charpentier. Il devient homme à tout faire après la faillite de sa petite entreprise en raison de la Grande Dépression.

## Activiste syndical
Employé par la General Motors Canada (en) à Oshawa, Millard est impliqué dans l'organisation d'un syndicat des travailleurs dans les années 1930 et est élu premier président du nouveau local 222 de la United Auto Workers (UAW). GM ne reconnaissant pas l'établissement d'un syndicat, ceci débouche sur une grève en 1937. Après 18 jours de débrayage, GM cède et reconnaît ce qui sera le premier contrat de travail entre manufacturier automobile et ses employés au Canada. Millard devient ensuite le premier directeur canadien de la United Auto Workers, ainsi que travailleur à temps-plein pour le Congrès des organisations industrielles (CIO) et siège dans l'exécutif du Co-operative Commonwealth Federation de l'Ontario (CCF). Au sein du CCF, il milite activement contre les tentatives de rapprochement avec le Parti communiste du Canada.
En 1939, il est défait par George Burt (en) dans sa tentative de réélection à la direction du UAW. Burt était considéré comme le candidat de l'aile-gauche et de l'unité que Millard.
Par la suite, le président du CIO, John L. Lewis, nomme Millard secrétaire du CIO au Canada puis premier président de la Steel Workers Organizing Committee au Canada, plus tard United Steelworkers en 1942. Dans ces organisations, il s'active à purger toutes influences communistes,. Entre temps, Millard siège également comme membre du comité exécutif du Congrès canadien du travail.

## Seconde Guerre mondiale
D'abord critique de la participation canadienne durant la Seconde Guerre mondiale en décembre 1939, il est arrêté en raison de la Defence of Canada Regulations (en) après avoir harangué à des travailleurs de Timmins qu'il valait mieux avoir la démocratie au Canada avant de la défendre en Europe. Ceci lui valut d'être emprisonné et les bureaux de la CIO d'être perquisitionné par la GRC.

## Création du Congrès du travail du Canada
Au milieu des années 1950, Millard négocie pour une fusion du CCL avec son rival, le Congrès des métiers et du travail du Canada. Ceci conduite à la fusion des deux entités avec la formation du Congrès du travail du Canada avec Millard comme vice-président en 1956. À la fin des années 1950, il œuvre en tant que directeur et organisateur pour la Confédération internationale des syndicats libres à Bruxelles.

## Politique
Élu député du CCF dans la circonscription de York-Ouest en 1943, il est défait en 1945. De retour en 1948, il siège jusqu'en 1951,.
Il supporte la création du Nouveau Parti démocratique (NPD) dans les années 1960. Candidat du CCF fédéral en 1953 et du NPD en 1962 et 1963, il échoue dans toutes ses tentatives de devenir député à la Chambre des communes du Canada.